# Campeonato Mundial de Patinaje Artístico sobre Hielo de 1905
El X Campeonato Mundial de Patinaje Artístico se realizó en Estocolmo (Suecia) entre el 5 y el 6 de febrero de 1905 bajo la organización de la Unión Internacional de Patinaje sobre Hielo (ISU) y la Federación Sueca de Patinaje sobre Hielo. 

## Resultados

### Masculino
| Puesto | Nombre         | País              | Puntos |
| ------ | -------------- | ----------------- | ------ |
| Oro    | Ulrich Salchow | Suecia            | 8      |
| Plata  | Max Bohatsch   | Imperio austríaco | 14     |
| Bronce | Per Thoren     | Suecia            | 21     |

## Medallero
| Núm. | País              | Oro | Plata | Bronce | Total |
| ---- | ----------------- | --- | ----- | ------ | ----- |
| 1    | Suecia            | 1   | 0     | 1      | 2     |
| 2    | Imperio austríaco | 0   | 1     | 0      | 1     |
|      | TOTAL             | 1   | 1     | 1      | 3     |

| Predecesor: Alemania 1904 | Campeonato Mundial de Patinaje Artístico sobre Hielo 1905 | Sucesor: Alemania - Suiza 1906 |

- Datos: Q1318728